# سامي بيرقدار
سامي بيرقدار (بالتركية: Sami Bayraktar)‏ هو لاعب كرة الصالات ‏ ولاعب كرة قدم تركي، ولد في 1978.